# Dragon Quest VIII: Journey of the Cursed King
Dragon Quest VIII: Journey of the Cursed King (jap. (ドラゴンクエストVIII 空と海と大地と呪われし姫君 Dragon Quest VIII Sora to Umi to Daichi to Norowareshi Himegimi) – komputerowa gra fabularna w realiach fantasy, wyprodukowana przez Level-5 i wydana w 2004 roku przez Square Enix. Jest to ósma część serii Dragon Quest. Celem w niej jest pokonanie złego czarnoksiężnika.